# Loutkář
Loutkář („Der Puppenspieler“) ist eine tschechische Zeitschrift über das Puppentheater. Gegründet 1912, ist sie die weltweit älteste, immer noch herausgegebene, auf Puppentheater spezialisierte Theaterzeitschrift und erscheint derzeit sechsmal pro Jahr. Herausgegeben wird das Magazin vom Verein für die Herausgabe der Zeitschrift Loutkář (Sdružení pro vydávání časopisu Loutkář), Chefredakteurin ist Kateřina Lešková Dolenská.